# 奧托五世 (巴伐利亞)

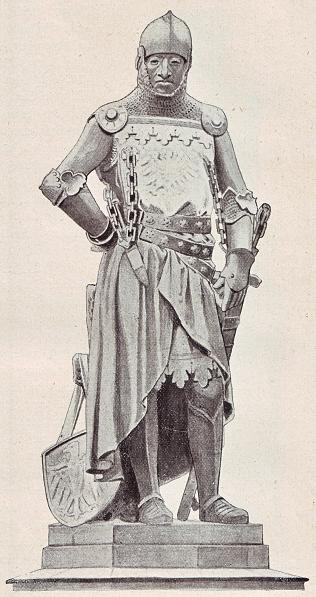
聳立於柏林勝利大道（Siegesallee）奧托五世紀念碑

奧托五世，（約1346年—1379年11月15日），維特爾斯巴赫家族成員，維特爾斯巴赫王朝巴伐利亞公爵（1347年—1351年在位）及勃蘭登堡藩侯（1351年—1373年在位）（是為奧托七世）。神聖羅馬皇帝路易四世與第二任妻子瑪格麗特二世所生的第四子。從1356年起，奧托晉升為勃蘭登堡選帝侯。
當他的父親於1347年去世時，奧托五世與他的五個兄弟一同成為巴伐利亞公爵（是為奧托五世）、荷蘭伯爵和埃諾伯爵。1351年，他和兄長路易六世將自己在上巴伐利亞的統治權放棄給同父異母的長兄路易五世，以換取勃蘭登堡侯爵夫人。1356年，奧托和羅馬人路易獲得選帝侯的身分。
奧托五世當時仍是未成年，在其兄弟路易五世的監護下在母親的故鄉荷蘭伯國長大。1360年，奧托成年。1365年兄長路易六世去世後，奧托成為勃蘭登堡侯國的唯一統治者。
1366年3月19日，奧托五世與神聖羅馬皇帝查理四世的女兒、奧地利大公魯道夫四世的遺孀波希米亞的嘉芙蓮（1342-1386）結婚。沒有子嗣的路易六世與奧托五世早在1364年就曾答應將勃蘭登堡侯國交到神聖羅馬皇帝查理四世手上，以報復兄弟斯特凡二世在侄子路易五世的兒子邁因哈德三世逝世後，巴伐利亞爵位繼承問題上的衝突。
然而，由於奧托五世忽視他的內閣，查理四世於1371年入侵勃蘭登堡 。兩年後，奧托五世因一筆巨額的經濟賠償而正式退位，並回去巴伐利亞安度餘生。維特爾斯巴赫家族於勃蘭登堡的統治因此終結。奧托五世一生都保持著選帝侯的身分。他的兄長斯特凡二世接受他為名義上的共同統治者，因為奧托五世也得到查理四世的補償得到以前屬於巴伐利亞公國，北部的巴伐利亞諾高。至此，奧托五世在蘭休特的沃爾夫施泰因城堡中享樂渡過餘生。
1377年，奧托五世前去聖地朝聖，並在聖墓獲得了騎士勳章。
1379年底，奧托五世死於沃爾夫施泰因城堡中。他的遺體被埋葬在蘭茨胡特附近的修道院中。